# Sindaci di Biella
Di seguito l'elenco cronologico dei sindaci di Biella e delle altre figure apicali equivalenti che si sono succedute nel corso della storia.

## Regno di Sardegna (1720-1861)
| Periodo | Periodo | Primo cittadino                                                | Partito | Carica      | Note |
| ------- | ------- | -------------------------------------------------------------- | ------- | ----------- | ---- |
| 1734    |         | Baldassarre Antonio Cleri - Giuseppe Alessandro Sapellani      |         | Sindaci     | -    |
| 1735    |         | Giovanni Antonio Sebastiano Gromo - Giovanni Stefano Gambarova |         | Sindaci     | -    |
| 1736    |         | Giorgio Agostino Bonino - Carlo Giuseppe de Caroli             |         | Sindaci     | -    |
| 1737    |         | Marco Masserio - Giuseppe Antonio Artaldi                      |         | Sindaci     | -    |
| 1738    |         | Giuseppe Maria Riccardi - Carlo Maria Piazza                   |         | Sindaci     | -    |
| 1739    |         | Carlo Giuseppe Masserio Aventura - Ambrogio Bonino             |         | Sindaci     | -    |
| 1740    |         | Ottavio Villani - Michelangelo Garabello                       |         | Sindaci     | -    |
| 1741    |         | Giovanni Pietro Maria Masserio - Giovanni Tommaso Mondella     |         | Sindaci     | -    |
| 1742    |         | Domenico de Genova - Pietro Domenico Rondi                     |         | Sindaci     | -    |
| 1743    |         | Francesco Amedeo Vercellone - Giuseppe Maria Sapellani         |         | Sindaci     | -    |
| 1744    |         | Giuseppe Minazio - Francesco Giacinto de Marchi                |         | Sindaci     | -    |
| 1745    |         | Antonio Francesco Gromo - Carlo Giuseppe de Caroli             |         | Sindaci     | -    |
| 1746    |         | Bartolomeo Tecio - Giuseppe Antonio Artaldi                    |         | Sindaci     | -    |
| 1747    |         | Felice Masserio - Mattia Piazza                                |         | Sindaci     | -    |
| 1748    |         | Giuseppe Domenico Biasetti - Ambrogio Bonino                   |         | Sindaci     | -    |
| 1749    |         | Amedeo Vercellone - Michelangelo Garabello                     |         | Sindaci     | -    |
| 1750    |         | Giuseppe Maria Riccardi - Tommaso Bertodano di Tollegno        |         | Sindaci     | -    |
| 1751    |         | Ercole Gromo di Ternengo - Giovanni Paolo Fantone              |         | Sindaci     | -    |
| 1752    |         | Giovanni Pietro Masserio - Adriano Fantone                     |         | Sindaci     | -    |
| 1753    |         | Giorgio Bozino - Francesco Ludovico Avogadro di Collobiano     |         | Sindaci     | -    |
| 1754    |         | Giovanni Battista Riccardi - Pietro Francesco Rondi            |         | Sindaci     | -    |
| 1755    |         | Amedeo Masserio - Giuseppe Antonio Artaldi                     |         | Sindaci     | -    |
| 1756    |         | Felice Masserio - Francesco Giacinto de Marchi                 |         | Sindaco     | -    |
| 1757    |         | Giuseppe Matteo Ludovico Vialardi - Giovanni Tommaso Mondella  |         | Sindaci     | -    |
| 1758    |         | Giuseppe Domenico Biasetti - Giovanni Aurelio Casea            |         | Sindaci     | -    |
| 1759    |         | Claudio Maria Masserio - Tommaso Bertodano di Tollegno         |         | Sindaci     | -    |
| 1760    |         | Giovanni Ercole Gromo di Ternengo - Giovanni Battista Villani  |         | Sindaci     | -    |
| 1761    |         | Giuseppe Fantone - Pietro Francesco Rondi                      |         | Sindaci     | -    |
| 1762    |         | Carlo Giuseppe Masserio Aventura - Francesco Adriano Fantone   |         | Sindaci     | -    |
| 1763    |         | Francesco Amedeo Vercellone - Alessandro Viana                 |         | Sindaci     | -    |
| 1764    |         | Maurizio Losa - Giuseppe Artaldi                               |         | Sindaci     | -    |
| 1765    |         | Giovanni Battista Sandigliano - Giovanni Felice Antoniotti     |         | Sindaci     | -    |
| 1766    |         | Giovanni Ludovico Vialardi - Giuseppe Alessandro Sapellani     |         | Sindaci     | -    |
| 1767    |         | Felice Masserio - Francesco Ludovico Avogadro                  |         | Sindaci     | -    |
| 1768    |         | Renato Gromo di Ternengo - Giovanni Aurelio Casea              |         | Sindaci     | -    |
| 1769    |         | Claudio Maria Masserio - Francesco Avogadro di Collobiano      |         | Sindaci     | -    |
| 1770    |         | Carlo Vincenzo de Genova - Pietro Francesco Rondi              |         | Sindaci     | -    |
| 1771    |         | Giuseppe Antonio Piacenza Aventura - Giovanni Giacomo Bonino   |         | Sindaci     | -    |
| 1772    |         | Giuseppe Maria Vialardi - Alessandro Viana                     |         | Sindaco     | -    |
| 1773    |         | Tommaso Tecio - Carlo Felice Rondi                             |         | Sindaci     | -    |
| 1774    |         | Giovanni Battista Sandigliano - Giuseppe Felice Marandore      |         | Sindaci     | -    |
| 1775    |         | Maurizio Losa di Prarolo - Giovanni Battista Villani           |         | Sindaci     | -    |
| 1776    |         | Felice Masserio - Giacinto Sapellani                           |         | Sindaci     | -    |
| 1777    |         | Claudio Maria Masserio - Ottavio Avogadro di Collobiano        |         | Sindaci     | -    |
| 1778    |         | Carlo Vincenzo de Genova - Vittorio Amedeo Sapellani           |         | Sindaci     | -    |
| 1779    |         | Agostino Tecio - Giovanni Giacomo Bonino                       |         | Sindaci     | -    |
| 1780    |         | Carlo Francesco Riccardi - Antonio Vialardi di Verrone         |         | Sindaci     | -    |
| 1781    |         | Giuseppe Maria Vialardi - Giuseppe Felice Marandono            |         | Sindaci     | -    |
| 1782    |         | Renato Gromo di Ternengo - Alessandro Viana                    |         | Sindaci     | -    |
| 1783    |         | Felice Masserio - Gino Martino Rondi                           |         | Sindaci     | -    |
| 1784    |         | Carlo Vincenzo de Genova - Carlo Felice Rondi                  |         | Sindaci     | -    |
| 1785    |         | Agostino Tecio do Baio - Giovanni Giacomo Bonino di Chiavazza  |         | Sindaci     | -    |
| 1786    |         | Giuseppe Biasetti - Francesco Antonio Casea                    |         | Sindaci     | -    |
| 1787    |         | Giuseppe Maria Vialardi - Giacinto Grillo                      |         | Sindaci     | -    |
| 1788    |         | Renato Gromo di Ternengo - Vincenzo Fantone                    |         | Sindaco     | -    |
| 1789    |         | Claudio Fantone - Giovanni Battista Villani                    |         | Sindaci     | -    |
| 1790    |         | Carlo Vincenzo de Genova - Carlo Felice Rondi                  |         | Sindaci     | -    |
| 1791    |         | Giuseppe Biasetti - Giovanni Giacomo Bonino                    |         | Sindaci     | -    |
| 1792    |         | Saverio Vialardi - Stefano Casea                               |         | Sindaci     | -    |
| 1793    |         | Claudio e Vincenzo Fantone                                     |         | Sindaci     | -    |
| 1794    |         | Pietro Francesco Gromo - Pietro Francesco Angiono              |         | Sindaci     | -    |
| 1795    |         | Giovanni Battista Facio - Giuseppe Cantono                     |         | Sindaci     | -    |
| 1796    |         | Carlo Vincenzo de Genova - Carlo Giuseppe Canova               |         | Sindaci     | -    |
| 1797    |         | Renato Gromo di Ternengo - Leone Villani                       |         | Sindaci     | -    |
| 1798    |         | Giuseppe Maria Vialardi - Martino Rondi                        |         | Sindaci     | -    |
| 1799    |         | Giuseppe Biasetti - Martino Rondi                              |         | Sindaci     | -    |
| 1800    |         | Claudio Fantone                                                |         | Sindaco     | -    |
| 1800    |         | Giovanni Battista Marocchetti                                  |         | Commissario | -    |
| 1801    | 1804    | Pietro Giacomo Gromo                                           |         | Maire       | -    |
| 1804    | 1808    | Luigi Gromo                                                    |         | Maire       | -    |
| 1808    | 1814    | Francesco de Genova di Pettinengo                              |         | Maire       | -    |
| 1814    |         | Claudio Fantone di Vigliano - Giuseppe Cantono                 |         | Sindaci     | -    |
| 1815    |         | Luigi Vialardi di Villanova - Carlo Fecia                      |         | Sindaci     | -    |
| 1816    |         | Carlo Fecia - Ignazio Gromo Losa di Ternengo                   |         | Sindaci     | -    |
| 1817    | 1821    | Ignazio Gromo Losa di Ternengo                                 |         | Sindaco     | -    |
| 1821    | 1825    | Angelo Avogadro di Valdengo                                    |         | Sindaco     | -    |
| 1825    | 1831    | Giovanni Battista Gromo                                        |         | Sindaco     | -    |
| 1831    | 1835    | Luigi de Genova di Pettinengo                                  |         | Sindaco     | -    |
| 1835    | 1840    | Giambattista Ricardi                                           |         | Sindaco     | -    |
| 1840    |         | Giuseppe Avogadro di Valdengo                                  |         | Sindaco     | -    |
| 1841    |         | Bernardino Gromo - Alessandrino Piacenza                       |         | Sindaci     | -    |
| 1842    |         | Alessandrino Piacenza                                          |         | Sindaco     | -    |
| 1843    | 1846    | Maurizio Gromo di Ternengo                                     |         | Sindaco     | -    |
| 1846    | 1849    | Francesco Bella Fabar                                          |         | Sindaco     | -    |
| 1849    | 1852    | Bartolomeo Betta                                               |         | Sindaco     | -    |
| 1852    | 1860    | Felice Coppa                                                   |         | Sindaco     | -    |

## Regno d'Italia (1861-1946)
Sindaci nominati con Regio Decreto (1861-1889)
| Periodo | Periodo | Primo cittadino       | Partito | Carica       | Note |
| ------- | ------- | --------------------- | ------- | ------------ | ---- |
| 1860    | 1866    | Felice Coppa          |         | Sindaco      | -    |
| 1866    | 1873    | Giuseppe Tarlino      |         | Sindaco      | -    |
| 1873    | 1876    | Tommaso Della Marmora |         | Sindaco      | -    |
| 1876    | 1878    | Luigi Gastaldi        |         | Sindaco      | -    |
| 1878    | 1880    | Ludovico Corona       |         | Sindaco      | -    |
| 1880    | 1883    | Agostino Bella Fabar  |         | Sindaco      | -    |
| 1883    | 1885    | Luigi Marandono       |         | f.f. Sindaco | -    |
| 1885    |         | Agostino Bella Fabar  |         | f.f. Sindaco | -    |
| 1886    | 1888    | Camillo Guelpa        |         | Sindaco      | -    |
| 1888    |         | Giuseppe Masserano    |         | f.f. Sindaco | -    |

Sindaci eletti dal Consiglio comunale (1889-1926)
| Periodo | Periodo | Primo cittadino          | Partito | Carica                  | Note |
| ------- | ------- | ------------------------ | ------- | ----------------------- | ---- |
| 1889    | 1891    | Luigi Marandono          |         | Sindaco                 | -    |
| 1891    | 1892    | Agostino Bella Fabar     |         | Sindaco                 | -    |
| 1892    | 1893    | Camillo Guelpa           |         | Sindaco                 | -    |
| 1893    | 1899    | Corradino Sella          |         | Sindaco                 | -    |
| 1899    | 1901    | Domenico Vallino         |         | Sindaco                 | -    |
| 1901    | 1919    | Corradino Sella          |         | Sindaco                 | -    |
| 1919    |         | Stefano Mastrogiacomo    |         | Commissario prefettizio | -    |
| 1920    | 1922    | Virgilio Luisetti        |         | Sindaco                 | -    |
| 1922    |         | Stefano Mastrogiacomo    |         | Commissario prefettizio | -    |
| 1922    |         | Giuseppe Gallenga        |         | Commissario prefettizio | -    |
| 1923    | 1925    | Riccardo Sormano         |         | Commissario prefettizio | -    |
| 1925    |         | Giovan Battista Fronteri |         | Commissario prefettizio | -    |
| 1926    |         | Enrico Landi             |         | Commissario prefettizio | -    |
| 1926    |         | Ernesto Cutrera          |         | Commissario prefettizio | -    |
| 1926    |         | Giulio Franchi           |         | Commissario prefettizio | -    |

Podestà nominati dal Governo fascista (1926-1944)
| Periodo | Periodo | Primo cittadino        | Partito | Carica                  | Note |
| ------- | ------- | ---------------------- | ------- | ----------------------- | ---- |
| 1927    | 1928    | Felice Becchio Galoppo | PNF     | Podestà                 | -    |
| 1928    |         | Ignazio Paci           |         | Commissario prefettizio | -    |
| 1928    | 1933    | Mario Ferrerati        |         | Commissario prefettizio | -    |
| 1933    | 1943    | Giuseppe Serralunga    | PNF     | Podestà                 | -    |
| 1943    |         | Erminio Maggio         |         | Commissario prefettizio | -    |
| 1943    | 1945    | Baldassarre Trabucco   |         | Commissario prefettizio | -    |

Sindaci nominati dal CLN (1945-1946)
| Periodo | Periodo | Primo cittadino   | Partito                     | Carica  | Note |
| ------- | ------- | ----------------- | --------------------------- | ------- | ---- |
| 1945    | 1946    | Virgilio Luisetti | Partito Socialista Italiano | Sindaco | -    |

## Repubblica Italiana (dal 1946)
| Sindaci eletti dal Consiglio comunale (1946-1995)    | Sindaci eletti dal Consiglio comunale (1946-1995) | Sindaci eletti dal Consiglio comunale (1946-1995) | Sindaci eletti dal Consiglio comunale (1946-1995)  | Sindaci eletti dal Consiglio comunale (1946-1995)  | Sindaci eletti dal Consiglio comunale (1946-1995)  | Sindaci eletti dal Consiglio comunale (1946-1995) | Sindaci eletti dal Consiglio comunale (1946-1995) | Sindaci eletti dal Consiglio comunale (1946-1995) |
| Nominativo                                           | Nominativo                                        | Partito                                           | Partito                                            | Partito                                            | Partito                                            | Mandato                                           | Mandato                                           | Elezione                                          |
| Nominativo                                           | Nominativo                                        | Partito                                           | Partito                                            | Partito                                            | Partito                                            | Inizio                                            | Fine                                              | Elezione                                          |
| ---------------------------------------------------- | ------------------------------------------------- | ------------------------------------------------- | -------------------------------------------------- | -------------------------------------------------- | -------------------------------------------------- | ------------------------------------------------- | ------------------------------------------------- | ------------------------------------------------- |
|                                                      | Virgilio Luisetti                                 |                                                   | Partito Socialista Italiano                        | Partito Socialista Italiano                        | Partito Socialista Italiano                        | 1946                                              | 1949                                              | Elezione 1946                                     |
|                                                      | Mario Coda Spirito                                |                                                   | Partito Comunista Italiano                         | Partito Comunista Italiano                         | Partito Comunista Italiano                         | 1949                                              | 1951                                              | Elezione 1946                                     |
|                                                      | Bruno Blotto Baldo                                |                                                   | Democrazia Cristiana                               | Democrazia Cristiana                               | Democrazia Cristiana                               | 1951                                              | 1956                                              | Elezione 1951                                     |
| 1956                                                 | Bruno Blotto Baldo                                | 1960                                              | Democrazia Cristiana                               | Democrazia Cristiana                               | Democrazia Cristiana                               | Elezione 1956                                     |                                                   |                                                   |
|                                                      | Novellino Casalvolone                             |                                                   | Democrazia Cristiana                               | Democrazia Cristiana                               | Democrazia Cristiana                               | 1960                                              | 1964                                              | Elezione 1960                                     |
|                                                      | Franco Borri Brunetto                             |                                                   | Democrazia Cristiana                               | Democrazia Cristiana                               | Democrazia Cristiana                               | 1964                                              | 1970                                              | Elezione 1964                                     |
| 1970                                                 | Franco Borri Brunetto                             | 1975                                              | Democrazia Cristiana                               | Democrazia Cristiana                               | Democrazia Cristiana                               | Elezione 1970                                     |                                                   |                                                   |
| 1975                                                 | Franco Borri Brunetto                             | 1980                                              | Democrazia Cristiana                               | Democrazia Cristiana                               | Democrazia Cristiana                               | Elezione 1975                                     |                                                   |                                                   |
|                                                      | Luigi Squillario                                  |                                                   | Democrazia Cristiana                               | Democrazia Cristiana                               | Democrazia Cristiana                               | 1980                                              | 1985                                              | Elezione 1980                                     |
| 1985                                                 | Luigi Squillario                                  | 1990                                              | Democrazia Cristiana                               | Democrazia Cristiana                               | Democrazia Cristiana                               | Elezione 1985                                     |                                                   |                                                   |
|                                                      | Luigi Petrini                                     |                                                   | Democrazia Cristiana                               | Democrazia Cristiana                               | Democrazia Cristiana                               | 2 luglio 1990                                     | 19 ottobre 1992                                   | Elezione 1990                                     |
|                                                      | Gianluca Susta                                    |                                                   | Democrazia Cristiana poi Partito Popolare Italiano | Democrazia Cristiana poi Partito Popolare Italiano | Democrazia Cristiana poi Partito Popolare Italiano | 14 dicembre 1992                                  | 8 maggio 1995                                     | Elezione 1990                                     |
| Sindaci eletti direttamente dai cittadini (dal 1995) |                                                   |                                                   |                                                    |                                                    |                                                    |                                                   |                                                   |                                                   |
| Nominativo                                           | Nominativo                                        | Partito                                           | Partito                                            | Coalizione                                         | Coalizione                                         | Mandato                                           | Mandato                                           | Elezione                                          |
| Nominativo                                           | Nominativo                                        | Partito                                           | Partito                                            | Coalizione                                         | Coalizione                                         | Inizio                                            | Fine                                              | Elezione                                          |
|                                                      | Gianluca Susta                                    |                                                   | Partito Popolare Italiano                          |                                                    | PDS-PPI                                            | 8 maggio 1995                                     | 27 giugno 1999                                    | Elezione 1995                                     |
|                                                      | Gianluca Susta                                    | PPI-Dem-DS-SDI                                    | Partito Popolare Italiano                          | 27 giugno 1999                                     | 28 giugno 2004                                     | Elezione 1999                                     |                                                   |                                                   |
|                                                      | Vittorio Barazzotto                               |                                                   | Democrazia è Libertà - La Margherita               |                                                    | DL-DS-PdCI-SDI                                     | 28 giugno 2004                                    | 8 giugno 2009                                     | Elezione 2004                                     |
|                                                      | Donato Gentile                                    |                                                   | Il Popolo della Libertà                            |                                                    | PdL-LN-L. civiche                                  | 8 giugno 2009                                     | 10 giugno 2014                                    | Elezione 2009                                     |
|                                                      | Marco Cavicchioli                                 |                                                   | Partito Democratico                                |                                                    | PD-IdV-SEL-L. civiche                              | 10 giugno 2014                                    | 14 giugno 2019                                    | Elezione 2014                                     |
|                                                      | Claudio Corradino                                 |                                                   | Lega per Salvini Premier                           |                                                    | LSP-FI-FdI-L. civiche                              | 14 giugno 2019                                    | 12 giugno 2024                                    | Elezione 2019                                     |
|                                                      | Marzio Olivero                                    |                                                   | Fratelli d'Italia                                  |                                                    | FdI-FI-LSP-L. civiche                              | 12 giugno 2024                                    | in carica                                         | Elezione 2024                                     |